# Мртви снег
Мртви снег (норв. Død snø; енгл. Dead Snow) норвешки је комични хорор филм из 2009. године, редитеља и сценаристе Томија Вирколе, Вегаром Хоелом, Стигом Фродом Хенриксеном, Шарлотом Фрогнер, Ласом Валдалом, Еви Касет Ростен и Орјаном Гамстом. Радња прати групу студената који за распуст одлазе на скијање по норвешким планинама, где их прогоне нацистички зомбији.
Филм је премијерно приказан 9. јануара 2009. у Норвешкој. У Сједињеним Америчким Држава је приказан неколико месеци касније, на Филмском фестивалу Санденс. Добио је помешане рецензије норвешких критичара, док је на сајту Ротен томејтоуз оцењен са 69%. Добио је награду публике на фестивалу у Торонту.
Године 2014. снимљен је директан наставак под насловом Мртви снег 2: Црвени против мртвих.

## Радња
Седморо студената одлази за ускршњи распуст на скијање по норвешким планинама у близини села Оксфјорд. Међутим, убрзо схватају да се у снегу крију нацистички зомбији, који их убијају једног по једног...

## Улоге
| Глумац               | Улога                  |
| -------------------- | ---------------------- |
| Вегар Хоел           | Мартин Хикеруд         |
| Стиг Фроде Хенриксен | Рој Тојвонен           |
| Шарлота Фрогнер      | Хана Делон             |
| Лас Валдал           | Вегар Ростен           |
| Еви Касет Ростен     | Лив Бек                |
| Епе Лорсен           | Ерленд Џонсен          |
| Џени Скавлан         | Крис Фрогнер           |
| Ане Дал Торп         | Сара Хенриксен         |
| Бјорн Сундквист      | Вандерер               |
| Орјан Гамст          | стандартенфирер Херцог |